# Pleurostachys douglasii
Pleurostachys douglasii är en halvgräsart som beskrevs av Charles Baron Clarke. Pleurostachys douglasii ingår i släktet Pleurostachys och familjen halvgräs. Inga underarter finns listade i Catalogue of Life.